# غوريلال مانيشي
 كان غوريلال مانيشي (باللغة الهندية: गोरे लाल मनीषी) (1 كانون الثاني 1944 إلى 30 أيلول 2012 ميلادي) ناشط اجتماعي هندي وكاتب باللغة الأنجيكية ومسؤول خدمات هندسية حكومية في بِهَار سابقاً ورئيس سابق لجمعية الخدمات الهندسية في بِهَار. وكان أيضاً عضو مجلس لجنة تحقيق قضائية بشأن سد كوسي التي شكّلتها حكومة بِهَار. وكان مانيشي خريج هندسة مدنية بالإضافة إلى حصوله شهادة البكالوريوس في القانون (برنامج إل إل بي) بينما كان يعمل في الخدمات الهندسية.

## نشأته
وُلِدَ غوريلال مانيشي في عائلة مزارعين من الطبقة المتوسطة (والده نارايان سينغ ووالدته موندري ديفي) في قرية صغيرة تسمى خانبور وتقع في بهاغالبور في بِهَار في الهند. هاجر أجداد مانيشي من قرب قريبة بيخانبور إلى خانبور. إذ فَقَدَ مانيشي والده في عمر صغير جداً لكي تعتني أمه (موندري ديفي) بمرحلة طفولته وفترات حياته اللاحقة. فلم تكن موندري ديفي مثقفة رسمياً ولكن مهارتها في إدارة الفلاحة والزراعة كانت جيدة. حيث أنها ساعدت مانيشي خلال تشكيل مهنته. والتحق مانيشي في المدرسة الابتدائية في إنغلش خانبور والتحق في المدرسة الثانوية في قرية كراري. وحصل على شهادته الجامعية من جامعة تي إن بي في بهاغالبور ودرس لاحقاً الهندسة المدنية في جامعة بهاغالبور للهندسة في بهاغالبور. 

## مهنة الهندسة
وباشر مانيشي العمل بوظائف عديدة بعد التخرّج في قسم موارد المياه الحكومي في بِهَار لمدة 29 سنة. لذا أقدم على التقاعد التطوعي من الخدمات الحكومية ليركز على أنشطة مكافحة الفساد. وعُرِف مانيشي بصدقه وإخلاصه وإدارته للوقت وتفانيه. وكان من ضمن المشاريع المهمة التي عمِل عليها خلال مده خدمته هي مشروع وادي نهر شمال كول في بلامو في جهارخاند ومشروع قناة كوشي الغربية في بِهَار في كونولي ومشروع نهر سوبرنريخها متعدد الأغراض في مدينة جاشدبور في ولاية جهارخاند. 

## مهنة الخدمات الاجتماعية
عمِل مانيشي بنشاط في نشر الوعي وإيجاده بين الناس حول قضايا الفساد وقانون الحق في المعلومات. ونشر معرفة علمية ورؤية عالمية علمية بين الناس بالإضافة إلى الوعي حول مواضيع وطنية تهم الهند. وكان عضواً نشيطاً في عدة منظمات اجتماعية من أهمها المنظمة الهندية للتعلم والعلم (BGVS) ومنظمة السلطة العامة وإنقاذ حركة الاستقلال وحملة حق المعلومات. 

## حركة / حملة مكافحة الفساد
عانى مانيشي من المشاكل بصفته مهندساُ بسبب الفساد المنتشر في جميع مستويات أقسام الحكومة تقريباً. واستقال مانيشي من العمل في عام 2004 ميلادي عن طريق تقديمه للتقاعد التطوعي لكي يركز على حملة قانون الحق في المعلومات. ويعرفه الناس بسبب تنشيطه لحركة قانون الحق في المعلومات لمواطني بِهَار الشعبي الفقير وتمكينهم لمحاربة الفساد. إلى جانب النشطاء الاجتماعيين الآخرين مثل أرونا روي وأفيند كِرجيوال ومانيش سيسوديا وكان مانيشي معروف به كأحد المساهمين المهمين في حملة قانون الحق في المعلومات على كلاً من مستوى الدولة والمستوى الوطني (صدر في عام 2005 ميلادي). 

## الجوائز والتقديرات

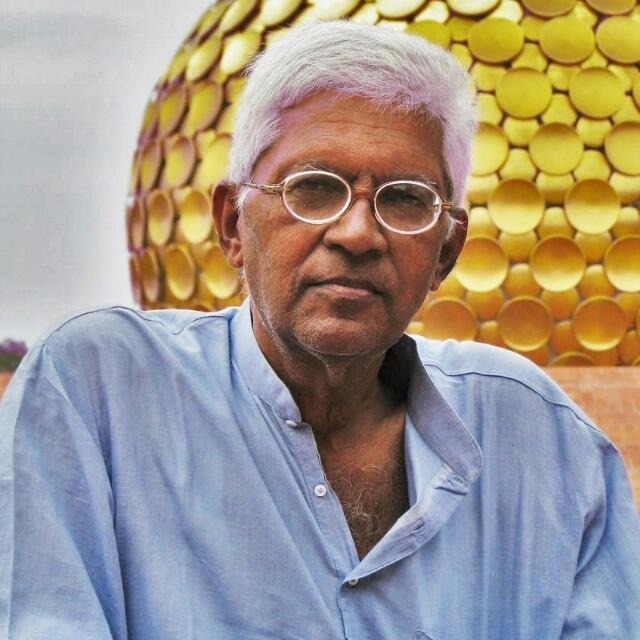
غوريلال مانيشي في أوروفيل في بودوتشيري في الهند عام 2009

عُيّن جوريلال مانيشي كعضو مجلس لجنة تحقيق قضائية بشأن تعرية سد كوسي التي شكلتها حكومة بِهار. وأُحتفي به كعضو لمدى الحياة لمجتمع جغرافي تقني هندي في نيو ديلهي وعضو مدى الحياة لمؤسسة المهندسين في كولكاتا وأعضاء مؤتمر الطريق الهندي وأطراف هندسة قانونية مختلفة أخرى. وكان رئيس جمعية الخدمات الهندسية في بِهَار. 
وحاز مانيشي بعد وفاته على مرتبة الشرف العليا - أبهيانتا راتنا - في جمعية الخدمات الهندسية في بِهَار في أيلول من عام 2014. 
وتوفي مانيشي في 30 أيلول 2012 في نافي مومباي في ماهاراشترا في الهند إثر إصابته بسرطان البروستات. 